# نيوتوبيا (مسلسل)
نيوتوبيا (بالكورية: 뉴토피아) هو مسلسل كوري جنوبي، بطولة بارك جيونغ-مين، جيسو، تم عرضه على منصة كوبانغ بلاي في 7 فبراير الى 21 مارس 2025. وهو متاح على أمازون برايم دوليا، توفرت حلقاته كل يومي الجمعة الساعة 20:00 (KST).

## القصة
لي جاي يون (بارك جيونغ-مين) جندي انضم إلى الجيش في وقت متأخر. يشعر بالقلق على مستقبله. صديقته هي كانغ يونغ جو (كيم جي سو). وبسبب مظهرها الجميل، كانت تُلقب بـ "إلهة قسم الهندسة" أيام دراستها الجامعية. وهي تعمل الآن كموظفة مبتدئة في إحدى الشركات. سيصور المسلسل البقاء والمعاناة لثنائي وسط انتشار فيروس يحول الناس المصابين به الى زومبي.

## طاقم
- بارك سانغ-مين في دور لي جاي-يون: جندي[3]
- جيسو في دور كانغ يونغ-جو: صديقة جاي يون.[3]
- إيم سونغ جاي في دور إين هو: لواء في الدفاع الجوي.[4]
- هونغ سيو-هي في دور أوه سو جونغ: موظفة صالة VIP.[5]
- تانغ جون سانغ في دور في دور سام سو: داعم مخلص لـ يونغ جو.[6]
- لي هاك جو في دور سونغ تاي سيك / أليكس: الرئيس التنفيذي لشركة أليكس إنترتينمنت.[7]
- كيم جون-هان في دور آرون بارك: مدير الفندق بالقرب من وحدة جاي يون.[8]

- كانج يونج سوك في دور سيو جين ووك[9]

## الإنتاج
المسلسل من اخراج يون سونغ-هيون، الذي أخرج افلام مثل ليلة كئيبة (2010) حان وقت الصيد (2020)، ومن كتابة هان جي وون الذي كتب فيلم طفيلي (2019)، بجانب جي هو-جين الذي كتب سابقًا مسلسل متجر للقتلة (2024). ومن إنتاج باوند إنترتينمنت وبليونز بلس بتنسيق مع منصة كوبانج بلاي. وهو مبني على رواية "الانفلونزا" للمؤلف هان سانغ-وون.

## الإصدار
بعد اصدار حلقتين الاولى والثانية، سيتم اصدار حلقة كل جمعة على منصة كوبانج بلاي الساعة 8.00 مساء بتوقيت كوريا، وهو متاح دولياً على أمازون برايم فيديو في أكثر من 240 منطقة حول العالم.

## روابط خارجية
- نيوتوبيا على موقع IMDb (الإنجليزية)
- نيوتوبيا على موقع فيلمافينيتي (الإسبانية)
- نيوتوبيا على موقع ألو سيني (الفرنسية)
- نيوتوبيا على موقع قاعدة بيانات الفيلم (الإنجليزية)
- نيوتوبيا على هانسينما